# Lewis Dunk
Lewis Carl Dunk (21 de novembre de 1991) és un futbolista professional anglès que juga com a defensa central al Brighton & Hove Albion FC de la Premier League. És internacional amb Anglaterra.